# Принудительные покаянные видео в Беларуси
Принудительные «покаянные» видео в Беларуси начали появляться в провластных Telegram-каналах и государственных СМИ после начала протестов, вспыхнувших в августе 2020 года. Их суть заключается в насильственном «раскаянии» человека на камеру о якобы совершённых им преступлениях. В роликах люди подвергаются аутингу, фэтшеймингу, стигматизации своих особенностей и другим унижениям. К созданию видео имеет отношение Управление информации и общественных связей (ВИОС) МВД РБ. Принуждение людей к съёмке в «покаяльных» видео нарушает нормы Конституции Республики Беларусь, Международного пакта о гражданских и политических правах, а также нарушает презумпцию невиновности.

## История
«Покаянные» видео, на которых задержанные белорусы якобы раскаиваются в совершении противоправных действий и обещают их более не повторять, стали одной из особенностей системы подавления белорусскими властями их политических оппонентов. Широкое распространение в провластных Telegram-каналах и государственных СМИ явление получило после начала протестов по случаю президентских выборов в августе 2020 года. С конца 2022 года сюжеты с «покаянными» видео начали появляться в государственных медиа. Принудительные покаяния также появились в региональных изданиях. Так например в ноябре 2022 года газета «Авангард» Буда-Кошелёвского райисполкома опубликовала видео с двумя учительницами сельской школы, которые были вынуждены признаваться в подписке на «экстремистские» ресурсы и призывать от них отписываться. В феврале 2023 года из-за утечки из провластного Telegram-канала стало известно, что к публикации видео с принудительными признаниями причастно Управление информации и общественных связей (ВИОС) МВД РБ. В марте 2023 года сюжеты с насильственным покаянием начали транслироваться в новостных выпусках на государственных телеканалах. В этом же месяце провластные Telegram-каналы опубликовали 40 «покаянных видео» с участием работников железной дороги. Позднее к участию в «покаянных» сюжетах начали принуждать спортсменов, подписавших письмо с требованием честных выборов в 2020 году. В мае 2023 года в Инстаграм-аккаунте юридического факультета БГУ появилось «покаянное» видео, в котором студент заведения был вынужден говорить о своём распространении сведений, очерняющих администрацию факультета и организацию БРСМ.

## Содержание видео
Нередко на видео задержанные называют свои личные данные и место работы. При этом людей зачастую называют «экстремистами» и «радикалами», объясняя их вину наличием подписки на запрещённые в Беларуси негосударственные медиа. Общий посыл видео сводится к демонстрации раскаяния, обещания смирения и принятия власти Александра Лукашенко. Основные сообщения у сюжетов схожи: признание собственной незрелости и некомпетентности, демонстрация прозрения и раскаяния, утверждения про не заинтересованность в политике и процветание страны. Значительный объём насильственных интервью посвящён дискредитации независимых СМИ.
Со временем унижения стали более бесчеловечными. Геев начали принуждать к аутингу, а также называть на камеру имена своих партнёров. Люди, состоящие на учёте у психиатра, стали вынуждены называть свои диагнозы. Представителям оппозиции начали лепить на лоб бело-красно-белые наклейки. Публикующая видео сторона начала акцентировать внимание на любых стигматизированных особенностях человека, заниматься фэтшеймингом, а также указывать на неравное социальное положение зрителей и участников видео. Частым приёмом в видео стала демонстрация секс-игрушек, которые были найдены при обыске у вынужденного участника сюжета.

## Процесс съёмки
Белорусский Твиттер-блоггер Михаил Цыганков в воспоминаниях о своём «покаянии» рассказывал, что выбора участвовать в съёмках у него не было. От его ответа зависело только состояние, в котором он будет на видео. Видео снималось на бюджетный телефон, с использованием зелёного фона. При этом кадры много раз перезаписывались, если силовикам в них что-то не нравилось.

## Нарушение международных и конституционных норм
Процесс съёмки и использование подобных видео нарушают несколько норм Конституции Республики Беларусь и Международного пакта о гражданских и политических правах. Нарушается комплекс прав человека, который проходит задержанным по подозрению в совершении преступления. Принуждение к участию в роликах нарушает свободу выражения мнений, которое также даёт право отказываться выражать мнение о тех или иных вопросах общественно-политического характера. «Покаянные» видео нарушают право человека не подвергаться бесчеловечному, жестокому и унижающему обращению или пыткам.
Принуждение к участию в таких видео нарушает презумпцию невиновности, так как человек вынужден в непроцессуальной форме либо сознаться в совершении преступления, либо оговорить себя.

## Оценки
Экс-заведующая кафедрой факультета журналистики БГУ и доктор филологических наук Ирина Сидорская отметила, что подобные видео не имеют никакого отношения к журналистике. Они являются инструментом манипуляций чувствами людей, способом воздействия на общественное мнение и орудием государственного насилия.
Психиатр Сергей Попов утверждает, что видео с насильственным покаянием формируют «травму свидетеля» и в первую очередь направлены на аудиторию, а не на самого раскающегося. Принуждённый к съёмке человек испытывает страх быть убитым, покалеченным, уничтоженным. Это вынуждает его говорить заранее заготовленные слова.